# Joseph Simon
Joseph Simon, född 7 februari 1851 i Bechtheim, Rheinhessen (en region i nuvarande Rheinland-Pfalz), Storhertigdömet Hessen, död 14 februari 1935 i Portland, Oregon, var en amerikansk politiker (republikan). Han representerade delstaten Oregon i USA:s senat 1898–1903.
Simon kom 1857 till USA med sina föräldrar. Han växte upp i en tysk-judisk invandrarfamilj och gick i skola i Portland. Han studerade juridik och inledde 1872 sin karriär som advokat i Portland. Han var ledamot av delstatens senat 1880–1898, därav talman 1889–1892 och 1895–1898.
Senator John H. Mitchells mandatperiod löpte ut i mars 1897 men delstatens lagstiftande församling kunde inte enas om en efterträdare. Simon tillträdde sedan 1898 som senator. Han efterträddes 1903 av Charles William Fulton.
Simon var borgmästare i Portland 1909–1911. Han avled 1935 och gravsattes på Beth Israel Cemetery i Portland.